# Арола ди Сото (Асколи Пичено)
Арола ди Сото (итал. Arola di Sotto) насеље је у Италији у округу Асколи Пичено, региону Марке.
Према процени из 2011. у насељу је живело 7 становника. Насеље се налази на надморској висини од 673 м.